# Воля-Венжикова
Воля-Венжикова (пол. Wola Wężykowa) — село в Польщі, у гміні Сендзейовиці Ласького повіту Лодзинського воєводства.
Населення — 178 осіб (2011).
У 1975-1998 роках село належало до Серадзького воєводства.

## Демографія
Демографічна структура станом на 31 березня 2011 року:
|          | Загалом | Допрацездатний вік | Працездатний вік | Постпрацездатний вік |
| -------- | ------- | ------------------ | ---------------- | -------------------- |
| Чоловіки | 80      | 11                 | 61               | 8                    |
| Жінки    | 98      | 24                 | 50               | 24                   |
| Разом    | 178     | 35                 | 111              | 32                   |